# Wereldkampioenschappen multisport 2018
De wereldkampioenschappen multisport 2018 waren door International Triathlon Union (ITU) georganiseerde kampioenschappen in het duatlon, crosstriatlon, aquatlon, aquabike en triatlon. De tweede wereldkampioenschappen vonden plaats in het Deense Fyn van 6 tot 14 juli 2018.

## Evenementen
- WK duatlon korte afstand (6-8 juli 2018)
- WK triatlon lange afstand (14 juli 2018)
- WK crosstriatlon (10 juli 2018)
- WK aquatlon (12 juli 2018)
- WK aquabike (14 juli 2018)

## Uitslagen

### Triatlon lange afstand
| Plaats | Heren                             | Dames                             |
| ------ | --------------------------------- | --------------------------------- |
| Goud   | Pablo Dapena Gonzalez (5:19:30)   | Helle Frederiksen (5:49:04)       |
| Zilver | Ruedi Wild (5:22:13)              | Barbara Riveros (5:51:22)         |
| Brons  | Marko Albert (5:22:27)            | Annabel Luxford (5:55:47)         |
| 4      | Kévin Maurel (5:25:24)            | Camilla Pedersen (5:59:21)        |
| 5      | Giulio Molinari (5:26:10)         | Maja Stage Nielsen (6:08:29)      |
| 6      | Mathias Lyngsø Petersen (5:29:19) | Alexandra Tondeur (6:09:26)       |
| 7      | Kristian Høgenhaug (5:29:38)      | Gurutze Frades Larralde (6:12:18) |
| 8      | Viktor Zyemtsev (5:31:52)         | Michelle Vesterby (6:14:38)       |
| 9      | Cyril Viennot (5:32:08)           | Pernille Thalund (6:14:48)        |
| 10     | Anders Christensen (5:32:11)      | Anna Noguera (6:15:47)            |

### Duatlon korte afstand
| Plaats | Heren                       | Dames                          |
| ------ | --------------------------- | ------------------------------ |
| Goud   | Andreas Schilling (1:35:56) | Sandrina Illes (1:49:29)       |
| Zilver | Yohan Le Berre (1:35:57)    | Ai Ueda (1:49:38)              |
| Brons  | Mark Buckingham (1:36:47)   | Georgina Schwiening (1:49:47)  |
| 4      | László Tarnai (1:37:48)     | Felicity Sheedy-Ryan (1:50:20) |
| 5      | Arnaud Dely (1:37:59)       | Sandra Levenez (1:50:42)       |
| 6      | Benjamin Choquert (1:39:50) | Melanie Maurer (1:51:45)       |
| 7      | Vincent Bierinckx (1:39:56) | Gillian Sanders (1:51:48)      |
| 8      | Philip Wylie (1:40:06)      | Lesley Smit (1:51:58)          |
| 9      | Nicklas Røssner (1:40:10)   | Jony Heerink (1:52:19)         |
| 10     | Thomas Springer (1:40:20)   | Garance Blaut (1:52:19)        |

### Crosstriatlon
| Plaats | Heren                               | Dames                              |
| ------ | ----------------------------------- | ---------------------------------- |
| Goud   | Ruben Ruzafa (2:06:04)              | Lesley Paterson (2:27:10)          |
| Zilver | Sam Osborne (2:07:51)               | Nicole Walters (2:29:41)           |
| Brons  | Brice Daubord (2:08:39)             | Eleonora Peroncini (2:29:57)       |
| 4      | Bradley Weiss (2:08:39)             | Morgane Riou (2:31:13)             |
| 5      | Arthur Forissier (2:08:42)          | Samantha Kingsford (2:31:24)       |
| 6      | Francisco Serrano Plowell (2:09:26) | Carina Wasle (2:34:25)             |
| 7      | Marcello Ugazio (2:10:21)           | Penny Slater (2:35:05)             |
| 8      | Ben Allen (2:11:37)                 | Nicoline Rahbek Sørensen (2:37:17) |
| 9      | Maxim Chane (2:13:18)               | Daria Rogozina (2:39:03)           |
| 10     | Theo Dupras (2:13:25)               | Ladina Buss (2:39:45)              |

### Aquatlon
| Plaats | Heren                     | Dames                                |
| ------ | ------------------------- | ------------------------------------ |
| Goud   | Emmanuel Lejeune (27:46)  | Edda Hannesdottir (31:15)            |
| Zilver | Nathan Breen (27:57)      | Hannah Kitchen (32:03)               |
| Brons  | Alexis Kardes (28:00)     | Vida Medic (32:17)                   |
| 4      | Brady Goodyear (28:02)    | Augusta Grønberg Christensen (32:27) |
| 5      | Nicklas Røssner (28:05)   | Sofiya Pryyma (32:37)                |
| 6      | Domen Dornik (28:10)      | Margaryta Krylova (32:45)            |
| 7      | Henrik Klemmensen (28:14) | Chloe Pollard (32:48)                |
| 8      | Ognjen Stojanovic (28:28) | Maryna Sokolova (33:23)              |
| 9      | Tomáš Svoboda (28:34)     | Cindy Pomares (33:34)                |
| 10     | Miki Taagholt (28:47)     | Vira Sosnova (34:06)                 |

### Aquabike
| Discipline | Goud                    | Zilver                   | Brons               |
| ---------- | ----------------------- | ------------------------ | ------------------- |
| Heren      | Claus Crone (3:36:49)   | Eskild Ebbesen (3:42:08) | Adam Voss (3:44:21) |
| Dames      | Amy Pritchard (3:58:54) | Mikayla Harvey (4:01:48) | Alex Clay (4:02:44) |